# Horst Scheeser
Horst Scheeser (ur. 24 czerwca 1912 w Braszowie, zm. 10 kwietnia 1998 w Lindau) – rumuński narciarz alpejski.
Wystąpił na Zimowych Igrzyskach Olimpijskich 1936 w Garmisch-Partenkirchen. W klasyfikacji generalnej kombinacji alpejskiej zajął 24. miejsce.